# Mark E. Anderson
Mark E. Anderson, ameriški general, * ?.
Trenutno je pomočnik generaladjutanta Wisconsina, zadolžen za Kopensko nacionalno gardo Wisconsina.

## Življenjepis
V svoji vojaški karieri je zasedel različne poveljniško-štabne položaje v 120. poljskoartilerijskem polku (1985-96). Avgusta 1996 je postal strelsko-podporni častnik 32. samostojne pehotne brigade (mehanizirane); tu je ostal do aprila 1998, ko je postal poveljnik 1. bataljona 120. poljskoartilerijskega polka. Med julijem 2000 in majem 2001 je bil izvršilni častnik 64. poveljstva moštva (64th Troop Command). Nato je bil pomočnik operacijsko-trenažnega častnika poveljstva Državnega poveljstva Wisconsina (maj - oktober 2001) in izvršilni častnik 57. poljskoartilerijske brigade (oktober 2001 - april 2003) in namestnik poveljnika 32. samostojne pehotne brigade (lahke). Med junijem 2005 in julijem 2006 je bil višji svetovalec pri CMATT v Iraku, nato pa je postal poveljnik zaledja 32. samostojne pehotne brigade (lahke) (junij 2005 - julij 2006), poveljnik celotne brigade (november 2006 - september 2007) in poveljnik 32. pehotne brigadne bojne skupine (oktober 2007 - februar 2008).
Od marca 2008 je pomočnik generaladjutanta Wisconsina, zadolžen za Kopensko nacionalno gardo Wisconsina; od avgusta 2009 pa je hkrati tudi namestnik poveljujočega generala Kopenske nacionalne garde ZDA za poljsko artilerijo v Fort Sillu (Oklahoma).

## Napredovanja
- drugi poročnik (ARNG): 11. avgust 1985
- prvi poročnik (ARNG): 10. avgust 1988
- stotnik (ARNG): 15. marec 1990
- major (ARNG): 3. junij 1944
- podpolkovnik (ARNG): 26. maj 1998
- polkovnik (ARNG): 9. april 2003
- brigadni general (ARNG): 1. oktober 2007

## Odlikovanja
- bronasta zvezda
- Meritorious Service Medal (z dvema bronastima hrastovima listoma)
- medalja pohvale Kopenske vojske ZDA (s tremi bronastimi hrastovimi listi)
- medalja za dosežke Kopenske vojske ZDA (z enim bronastim hrastovim listom)
- medalja za dosežke Rezervnih komponent Kopenske vojske (en srebrn in en bronast hrastov list)
- medalja za nacionalno obrambno službo (z enim bronastim hrastovim listom)
- medalja za iraško kampanjo (s dvema bronastima hrastovima listoma)
- medalja za služenje globalni vojni proti terorizmu
- medalja Rezerve Oboroženih sil ZDA (srebrna peščena ura in znak M)
- Army Service Ribbon
- Overseas Service Ribbon
- Army Reserve Components Overseas Training Ribbon (z znakom 2)
- Wisconsin Service Ribbon (z znakom 2)
- Wisconsin Emergency Service Ribbon
- Joint Meritorious Unit Award (z enim bronastim hrastovim listom)
- Combat Action Badge